# آدم‌گریز گلوسفید
آدم‌گریز گلوسفید (نام علمی: Melozone albicollis) نام یک گونه از تیره زردپره‌ایان است.